# 大溝
大溝，是臺灣雲林縣水林鄉的一個傳統地域名稱，位於該鄉西部。相較於今日行政區，其範圍大致與大溝村相近。

## 歷史
臺灣清治末期至日治初期，大溝地區為一（舊制）街庄，稱為「大溝庄」，隸屬於尖山堡。該庄北與謝厝藔庄為鄰，東與萬興庄、尖山庄為鄰，南邊為食水堀庄，西邊為椬梧庄。
1901年（日治明治三十四年）11月，全臺廢縣廳改設二十廳，該庄隸屬於斗六廳。1903年（明治三十六年）6月，該庄編入「牛挑灣區」，隸屬於斗六廳。1909年（明治四十二年）10月，合併二十廳為十二廳，牛挑灣區改隸屬於嘉義廳。1920年（大正九年），全臺地方制度大改正，廢十二廳改設五州二廳，該庄改制為「大溝」大字，隸屬於臺南州北港郡水林庄（新制街庄）。
戰後水林庄改制為水林鄉，隸屬於臺南縣，大字亦改制為村。1950年10月，雲、嘉、南分治，水林鄉改隸屬雲林縣。

## 聚落
本地區發展較早的聚落為大溝，在日治期初期的官方地圖上已有記載。

## 交通
縣道164號是金湖至民雄的道路，經過本地區中部偏北地帶。由該道路向西北西可前往口湖鄉，並止於該鄉西部的省道台17線、台61線共線路口（金湖聚落東側）；向東微南可前往水林鄉市區、北港鎮、六腳鄉東北端、新港鄉、民雄鄉，並止於縣道162乙線轉角路口。
鄉道雲145線是大溝至順興的道路，其北側端點（起點）位於本地區中部略偏東北的縣道164號路口（大溝聚落北郊）。由此向西南微南蜿蜒而行，經過大溝聚落後可前往食水堀，並止於鄉道雲146線路口。

## 學校
- 大興國小